# Phthiria tricolor
Phthiria tricolor är en tvåvingeart som beskrevs av Mario Bezzi 1924. Phthiria tricolor ingår i släktet Phthiria och familjen svävflugor.
Artens utbredningsområde är Egypten. Inga underarter finns listade i Catalogue of Life.